# Michèle Barbier
Pour les articles homonymes, voir Barbier.
 (juillet 2025).
Michèle Barbier est une auteur-compositeur-interprète et écrivain française.
Elle est la créatrice du Gala de la presse.

## Biographie
Née en Algérie, Michèle Barbier a été rapatriée en France en 1962. Elle a fait ses études en France puis en Suède.
Enseignante en Suède, elle rencontre en 1969 Joséphine Baker dont elle devient la secrétaire particulière.
Devenue chanteuse et comédienne, elle écrit plusieurs pièces de théâtre, jouées entre 1973 et 1978, puis à partir de 2009.
Engagée comme présentatrice au Cirque Schreiber (Suède) en 1974, elle rencontre Adolf Lauenburger, dresseur de chevaux allemand, avec lequel elle dirige le Cirque Aréna (1976-1981), qui crée notamment le Festival Carolingien de Saint-Philbert-de-Grand-Lieu en 1978.
Elle travaille ensuite à France 2, avec Bernard Langlois (émission Résistances).
Elle crée en 1984 le Gala de la Presse, qui demande aux journalistes et animateurs de tous horizons de se mobiliser en préparant un spectacle de cirque, sur le modèle du Gala de l'Union des Artistes et du Gala des Grandes Écoles, afin de rendre hommage à un organisme humanitaire différent chaque année et, de manière festive, d'attirer l'attention des téléspectateurs sur ses activités.
De nombreuses associations ont bénéficié de cette soirée de prestige :
- 1984 : Médecins sans frontières - avec Antenne 2 ;
- 1985 : Action contre la faim - avec TF 1 ;
- 1986 : Les tout petits - avec FR 3 ;
- 1987 : Médecins du monde - avec France 2 ;
- 1990 : La Lutte contre la drogue - avec TF 1 ;
- 1991 : Fondation pour la recherche en médecine d'urgence - avec La Cinq ;
- 1992 : Perce-Neige - avec France 3 ;
- 1993 : Reporters sans frontières - avec France 3 ;
- 1994 : Soleil d'Enfance - avec France 2 ;
- 1999 : Reporters sans frontières - avec France 2 ;
- 1999 : Action Innocence - non diffusé.

Entre 1995 et 2009, elle codirige, avec Michel Sanchez, le Cirque Messidor qu'elle ferme en 2007. Elle revient ensuite à la chanson, au théâtre et à l'écriture.
Présidente de l'Association Textimage, elle organise, depuis 2015,  "Kreatika", Festival des  auteurs-compositeurs-interprètes.
En novembre 2022, elle reçoit, conjointement avec le poète ukrainien Volodymyr Karatchyntsev, le Prix culturel Bernard Landry de la francophilie.

## Livres publiés
- Le Mythe Borgeaud, Éditions Wallâda, 1995
- Laissez pleurer les chiens, Éditions La Lauze, 2001
- Tumpie, dite Joséphine Baker, Éditions Alan Sutton, 2005
- Ces merveilleux fous du cirque, Éditions Alan Sutton, 2006
- Les Chemins d'errance (poésie et chansons), Éditions L'Harmattan, 2008
- Jacques Chevallier, Député-maire d'Alger - La dernière utopie, Éditions Riveneuve, 2010
- Place au cirque, Éditions Riveneuve, 2011
- Laissez pleurer les chiens, Éditions Ex Æquo, 2013 (épuisé)
- L'heure du biscuit, Éditions Ex Aequo, 2013 (épuisé)
- La véritable histoire de Dracula, Éditions Ex Aequo, 2013 (épuisé)
- Nouvel Adieu, Les Éditions du Net - 2016 (Journée du manuscrit francophone)
- Le Manège des Ombres, Editions du Net, 2017 (Journée du Manuscrit francophone)
- Et Pourtant..., Éditions Le Lys Bleu, 2020 (épuisé)
- Jacques Chevallier : Le dernier maire français d'Alger, Paris, Riveneuve, 2022, 198 p. (ISBN 978-2-36013-639-1).
- Le crépuscule des passions, Unicite, 2022, 390 p. (ISBN 978-2-37355-849-4)
- Couplets sous Covid - Unicité - 2023- 142 p. (IBSN 978-2-37355-973-6)
- Le Vrai Dracula - Editions Bonneton - 2025 -178 p  (IBSN 978-2-3848-7234-3)

## Théâtre
- Les Mounacs, Avignon off, 1973
- Marcel sera content, Avignon off 1973 ; Théâtre de la Plaine, Paris, 1978
- Puzzles, Avignon off, 1973-973-
- Les matelas de Casa Grande, Avignon off 1974 et 1978 ; Marseille, 1982 - Théâtre du Nord-Ouest (Paris) 2017
- Laissez pleurer les chiens, théâtre de l'Aire Falguière, Paris, 2009 ; Avignon off, 2011 Théâtre du Nord-Ouest (Paris) - 2017
- Algerrance, Avignon off, 2010
- J'ai deux pays, Avignon off, 2011 ; théâtre de l'Aire Falguière, Paris, 20162
- Ferveurs, théâtre de l'Aire Falguière, Paris, 2012
- L'Heure du Biscuit (avec Chantal Péninon et Ludovic Salvador), théâtre de l'Aire Falguière, Paris - 2013
- Tout Va Bien, Merci! - Théâtre du Nord-Ouest (Paris) - 2020
- Les Nouveaux Vieux - Avec Marc Havet - Théâtre du Nord-Ouest, Paris- 2020
- La Brochure de Germaine Tillion - 2022, Paris et Avignon

## CD
- Les Chemins d'errance, 2009 (22 chansons. Paroles et musiques : Michèle Barbier - Arrangements : Patrick Pernet)
- Ferveurs, 2013 (11 chansons. Paroles et Musiques: Michèle Barbier - Arrangements: Patrick Pernet)
- Vibrances, (2019) - Paroles: Michèle Barbier - Musique: Michèle Barbier et Patrick Pernet
- Mais Marche! (2022) Paroles: Michèle Barbier - Musique: Michèle Barbier et Patrick Pernet

## Divers
- DUEG de lettres modernes - Paris Sorbonne
- DUEG de lettres modernes - Université de Göteborg (Suède)
- 1er prix de diction - Conservatoire de Nice - 1970
- 2e Prix de comédie classique - Conservatoire de Nice - 1970
- 1er Prix auteur-compositeur et Médaille d'Or d'interprétation - Festival des Deux Rivieras (France-Italie) 1970
- Présidente-fondatrice de l'Association Gala de la Presse
- Présidente de l'association Textimage
- Membre de la Sacem et de la SACD
- Journaliste pigiste (Magazine du Cirque et de l'Illusion, Le Pèlerin, le Figaroscope, Assistante Plus, La Lettre francophone...)